# 北いぶき農業協同組合
北いぶき農業協同組合（きたいぶきのうぎょうきょうどうくみあい、英称：JA Kitaibuki ）は北海道秩父別町に本所を置く農業協同組合である。略称はJA北いぶき。当農協の営業区域は 妹背牛町・沼田町・秩父別町の一円である。

## 概要
- 2003年（平成15年）に秩父別農協、妹背牛町農協、沼田町農協の3つの農協の合併によって設立。

- 稲作や畜産、畑作、花卉など、幅広い農産物の生産が盛んである。

- 正組合員数　976名
- 准組合員数　1,474名

## 事務所の一覧
カッコ内は所在地
- 本所　（雨竜郡秩父別町1298-8）
- 妹背牛支所　（雨竜郡妹背牛町382）
- 沼田支所　（雨竜郡沼田町北1条4丁目2-2）